# Marrakesch-Safi
Die Region Marrakesch-Safi (arabisch مراكش - آسفي, Taschelhit Tasga n Mrrakc-Asfi, Zentralatlas-Tamazight ⵜⴰⵙⴳⴰ ⵏ ⵎⵕⵕⴰⴽⵛ ⴰⵙⴼⵉ) ist eine der – nach einer Verwaltungsreform im Jahr 2015 neuentstandenen – 12 Regionen Marokkos und erstreckt sich im Westen des Königreichs. Der Name der Region leitet sich ab von den beiden größten Städten Marrakesch und Safi. Die Hauptstadt der Region ist die Stadt Marrakesch.

## Bevölkerung
In der gesamten Region Marrakesch-Safi leben etwa 4,520 Millionen Menschen (zumeist berberischer Abstammung) auf einer Fläche von rund 39.000 km². Etwa 2,582 Millionen Menschen leben in ländlichen Gebieten (communes rurales), rund 1,938 Millionen Personen leben in Städten (municipalités).

## Provinzen
Die Region besteht aus folgenden Präfekturen bzw. Provinzen, deren Hauptstädte oft denselben Namen haben:
- Präfektur Marrakesch
- Provinz Chichaoua
- Provinz Al Haouz
- Provinz El Kelaâ des Sraghna
- Provinz Essaouira
- Provinz Rehamna
- Provinz Safi
- Provinz Youssoufia

Die Region umfasst 198 Landgemeinden und 18 Städte.